# Khanato di Tabriz
Il khanato di Tabriz è stato uno dei khanati caucasici, posto nell'Azerbaigian persiano che rimase semi-indipendente per 55 anni.

## Storia
Fino alla fine della dinastia safavide, la città di Tabriz, capitale della provincia (beylik) dell'Azerbaigian, e le regioni circostanti appartenevano all'Iran. Dopo la morte di Nader Shah il suo impero fu diviso tra i suoi eredi e gli alti ranghi, e Azad Khan, un signore della guerra pashtun, ottenne l'Azerbaigian. Con la guerra di successione al trono dell'Iran tra i principi Qajari e Zand, i signori di Donboli di Khoy e Salmas poterono stabilire il loro dominio anche a Tabriz ed estendere la loro influenza su tutta la provincia. Najaf Qoli Donboli, khan di origine curda e figlio di Shahbaz Khan I di Khoy, entrò al servizio di Nader Shah e rimase anche nella carica di governatore generale. Fondò il khanato con Tabriz come sede centrale. Najaf Qoli Khan e suo nipote Shahbaz Khan II si unirono a Fath Ali Khan Afshar-Arashlu, il khan di Urmia, che ne ampliò i confini occupando Ardabil, Khalkhal e alcune parti dell'Azerbaigian meridionale. Infine, Fath Ali Khan si proclamò sovrano supremo su tutto l'Azerbaigian, e Tabriz divenne capitale del suo regno. Il sovrano facente funzione del khanato fu Najaf Qoli Khan. Dopo la morte di Fath Ali Khan, il khanato di Tabriz riconquistò la sua indipendenza. I khan Donboli promessero la loro fedeltà prima a Mohammad Hassan Khan Qajar, poi a Karim Khan Zand e alla fine ad Agha Mohammad Khan Qajar, proclamato shahanshah nel 1792 e imperatore di tutto l'Iran. Il khanato di Khoy divenne vassallo dell'Iran e infine nel 1809 fu incorporato nella nuova reggenza istituita (velayat) del principe ereditario Qajar, che ricoprì tradizionalmente la carica di vicegerente (vali) dell'Azerbaigian con la sua sede del potere a Tabriz.

## Khan di Tabriz
- Najaf Qoli Khan I (figlio di Shahbaz Khan I), * 1713, † 1785, succedette a suo padre 1731 a Churs; nel 1731-1785 sovrano di Churs e Salmas, successe a suo fratello Morteza Qoli Khan II 1747 come capo della tribù Donboli; nel 1747 -1785 governatore in Azerbaigian, nel 1769-1785 governatore di Tabriz, 1º Khan di Tabriz
- Khodadad Khan (suo figlio), † 1787 (ucciso da Sadegh Khan Shaqqaqi), succedette a suo padre nel 1785 a Tabriz; nel 1785-1787 governatore di Tabriz, 2º Khan di Tabriz
- Hossein Qoli Khan (nipote di Najaf Qoli Khan), * 1756, † 1798, 1786-1793 e 1797-1798 governatore di Khoy, 4º Khan di Khoy; nel 1787 incorporò Tabriz nei suoi domini come 3º Khan di Tabriz.
- Jafar Qoli Khan Donboli (fratello di Hossein Qoli Khan), si oppose a suo fratello 1793-1797 e 1799 nei domini di suo fratello, 4º Khan di Tabriz.
- Najaf Qoli Khan II (nipote di Khodadad Khan), governatore del 1809 e governatore di Khan di Tabriz. - Dopo di lui, Tabriz divenne la sede del principe ereditario persiano della dinastia Qajar, che fungeva anche da governatore dell'Azerbaigian.[5][6][7]